# Mercedes-Benz T2
El Mercedes-Benz T2 es un vehículo comercial ligero que se fabrica desde 1967. En enero de ese año, Daimler-Benz AG presentó los modelos L 406 D y L 408 de la primera generación, construidos en la planta de Düsseldorf, Alemania. Estos vehículos destacaron en particular por su robusta construcción. El minibús O 309 era una de las variantes producidas.
El T2, con su llamativo morro corto, presentaba bajo su capó muchos avances técnicos. Su motor de cuatro cilindros «OM 615» diésel a 4350 rpm. La unidad favorecida fue el más fuerte de los cuatro cilindros diésel de 2.2 El innovador sistema de construcción modular del vehículo permite una amplia variedad de variantes de carrocerías y modelos.
El Mercedes-Benz T2 fue producido en Alemania, Argentina y España.

## Primera generación (1967-1986)
1967 vio la introducción del T2 como sucesor de la serie L 319 / L 406. El vehículo llenó el hueco entre las furgonetas más pequeñas Mercedes-Benz T1 (o Bremen Transporter) fábricadas en Hamburgo-Harburgo y los camiones más pesados, fabricados en Wörth.
Los siguientes modelos se incluyeron en el rango en la primera generación: furgón y chasis L 406D, L 407D, L 408, L 508D, L 608D, 608D y los autobuses O 309, O 309D.
El T2 estaba disponible en versiones furgón, camión ligero con plataforma (con cabina simple o doble), o minibús. A partir de 1977, el chasis se ofreció para el montaje de una caja más grande y carrocerías de autobuses, en dos anchos diferentes. Las luces traseras fueron colocadas levemente más altas y ya no se encontraban en las esquinas de los paragolpes.
En 1981, el T2 recibió una reestilización: las diferencias más visibles eran una nueva calandra del radiador, que ahora era una pieza moldeada de plástico negro.

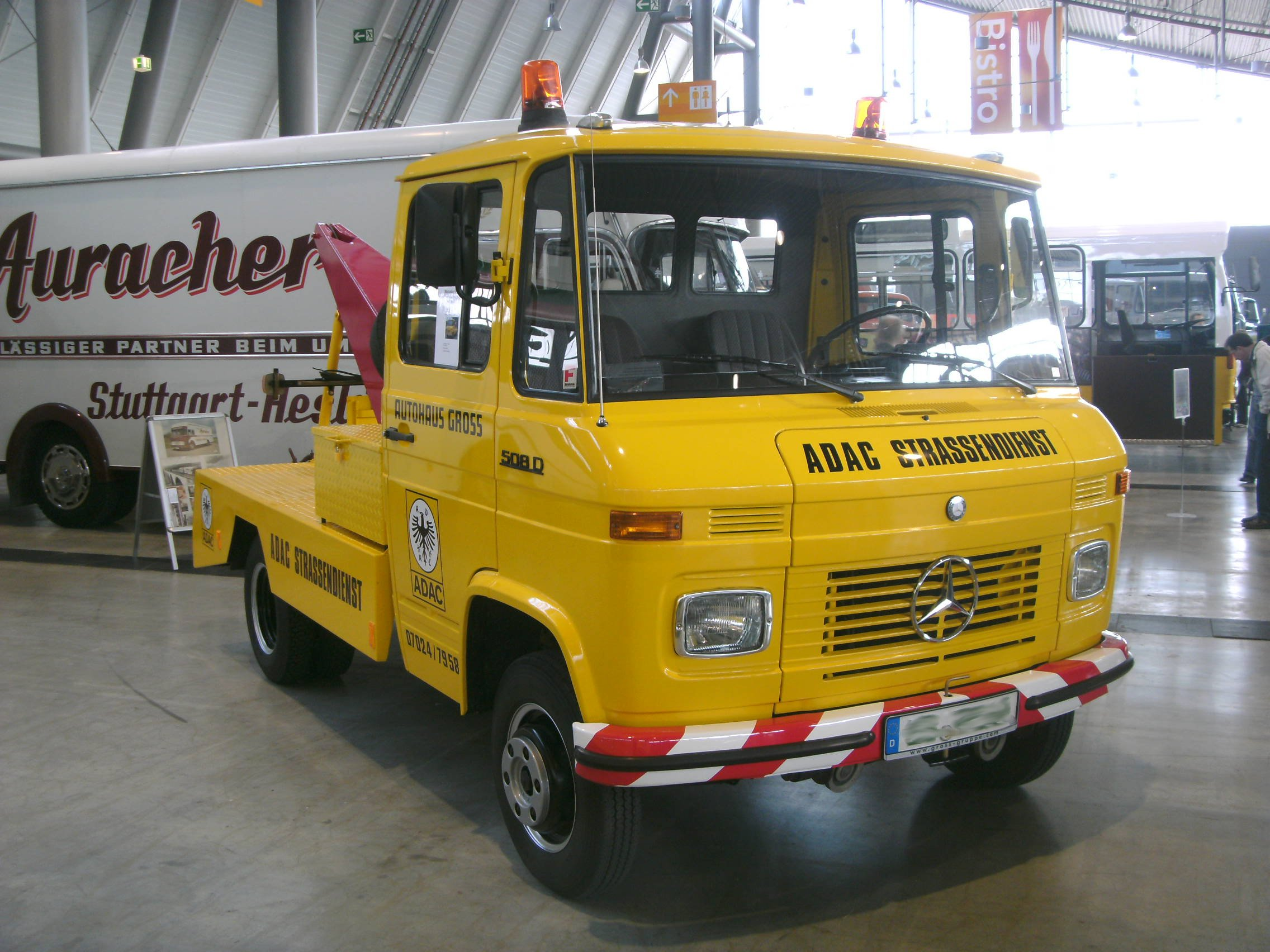
Mercedes-Benz L 508D equipado con grúa
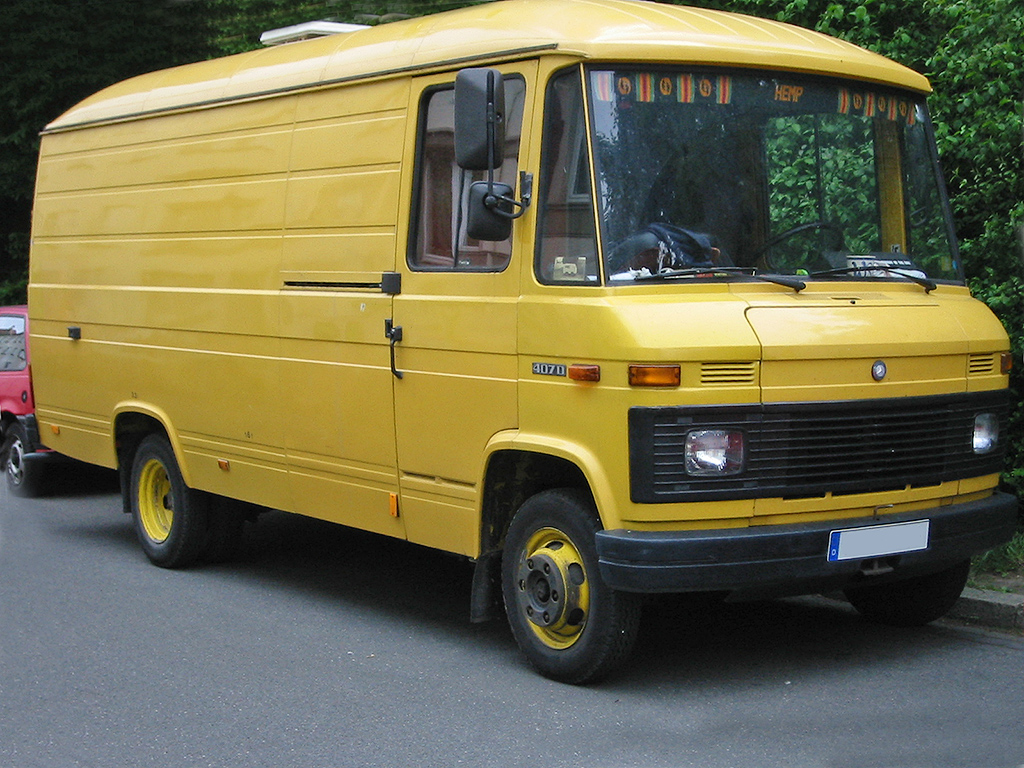
Furgoneta Mercedes-Benz T2 de 1981 con renovación frontal

## Segunda generación (1986-1996)
En 1986 fue presentada la segunda generación de vehículos comerciales Mercedes-Benz T2, habiéndose convertido el capó más largo. Sin embargo, la versión original de la gama T2 (1967) se continuó. Por lo tanto, el viejo modelo fue llamado T2 alt (alt - «El viejo»), y el nuevo «neu T2». Los modelos T2 recibieron nuevas denominaciones tales como: 510, 507D y 511D, la 508D, la 609D y 709D, la 711D y 714D, la 809D, 818D y la 814D.

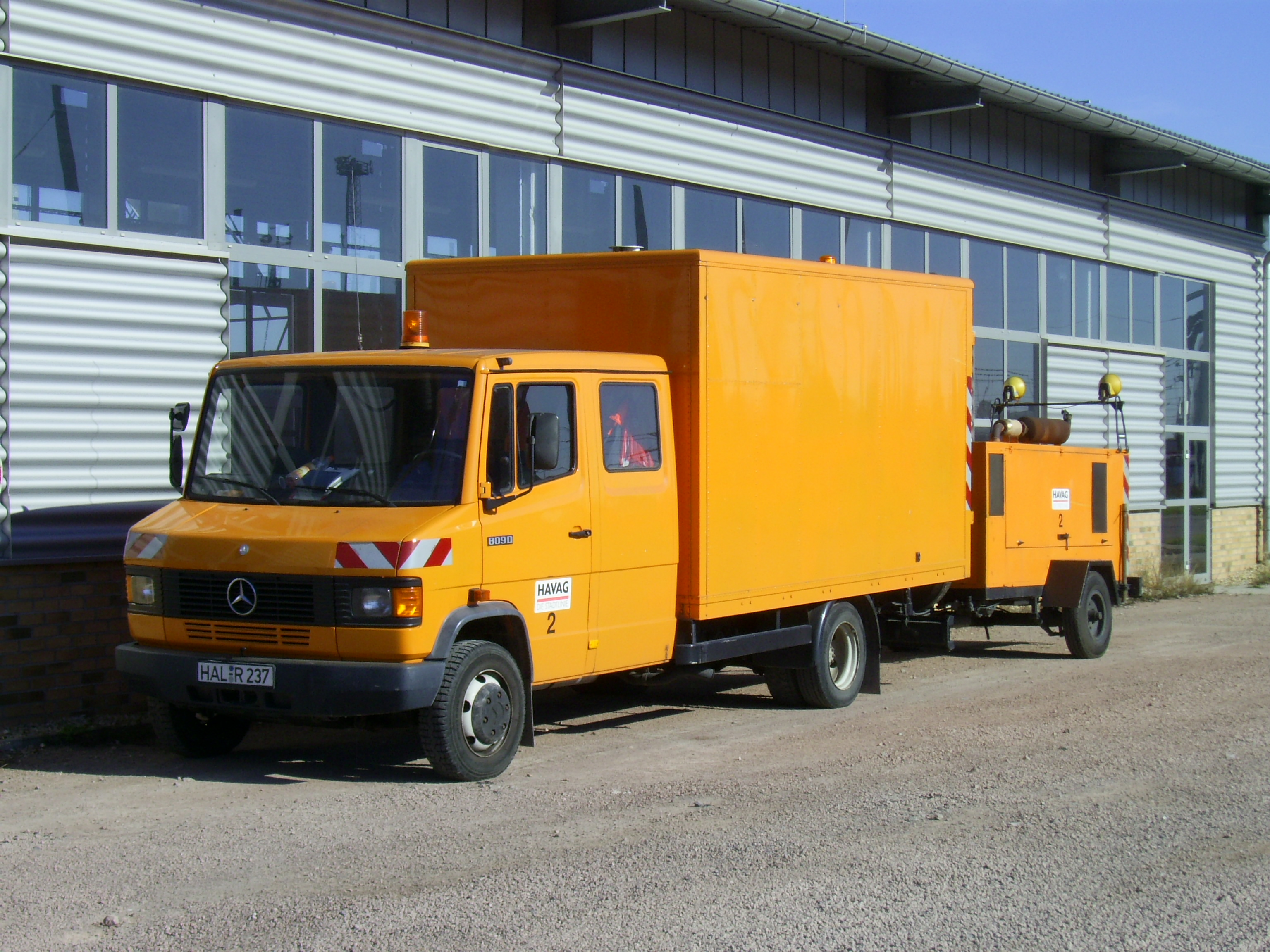
Mercedes-Benz L 710 cabina doble
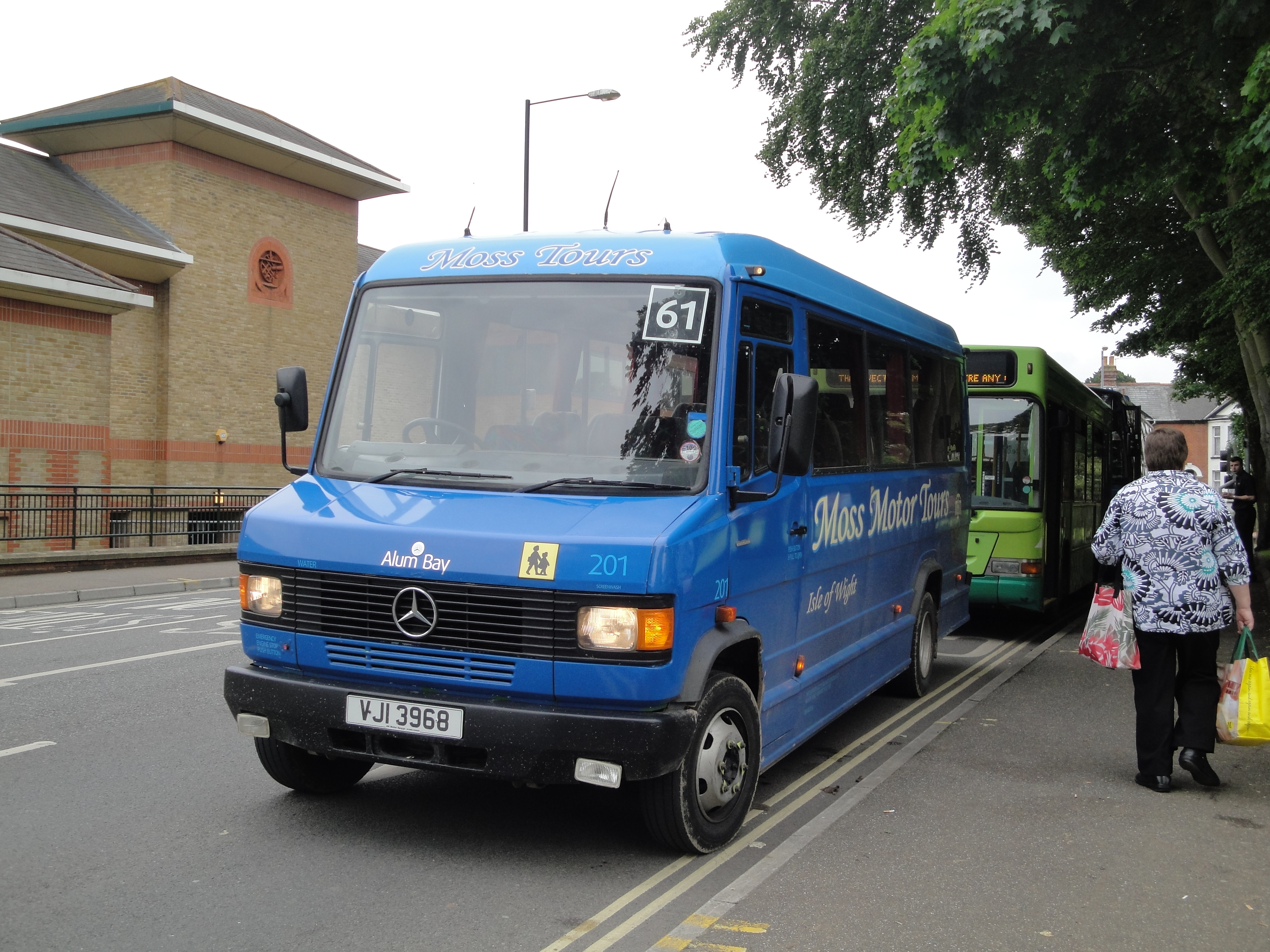
Mercedes-Benz T2 minibús

## Tercera generación («Vario», desde 1996)
Desde 1996, una nueva generación ha sido montada en la fábrica de Ludwigsfelde en el Distrito de Teltow-Fläming (Alemania) y designado como el «Vario». Las diferencias visuales entre el Vario y sus predecesores son bastante pequeñas, pero incluyen nuevos faros y la parrilla del radiador y el interior modificados.
El Vario tiene un peso bruto entre 6000 y 7500 kg y una capacidad de carga útil entre 2100 y 3861 kg, según las versiones.

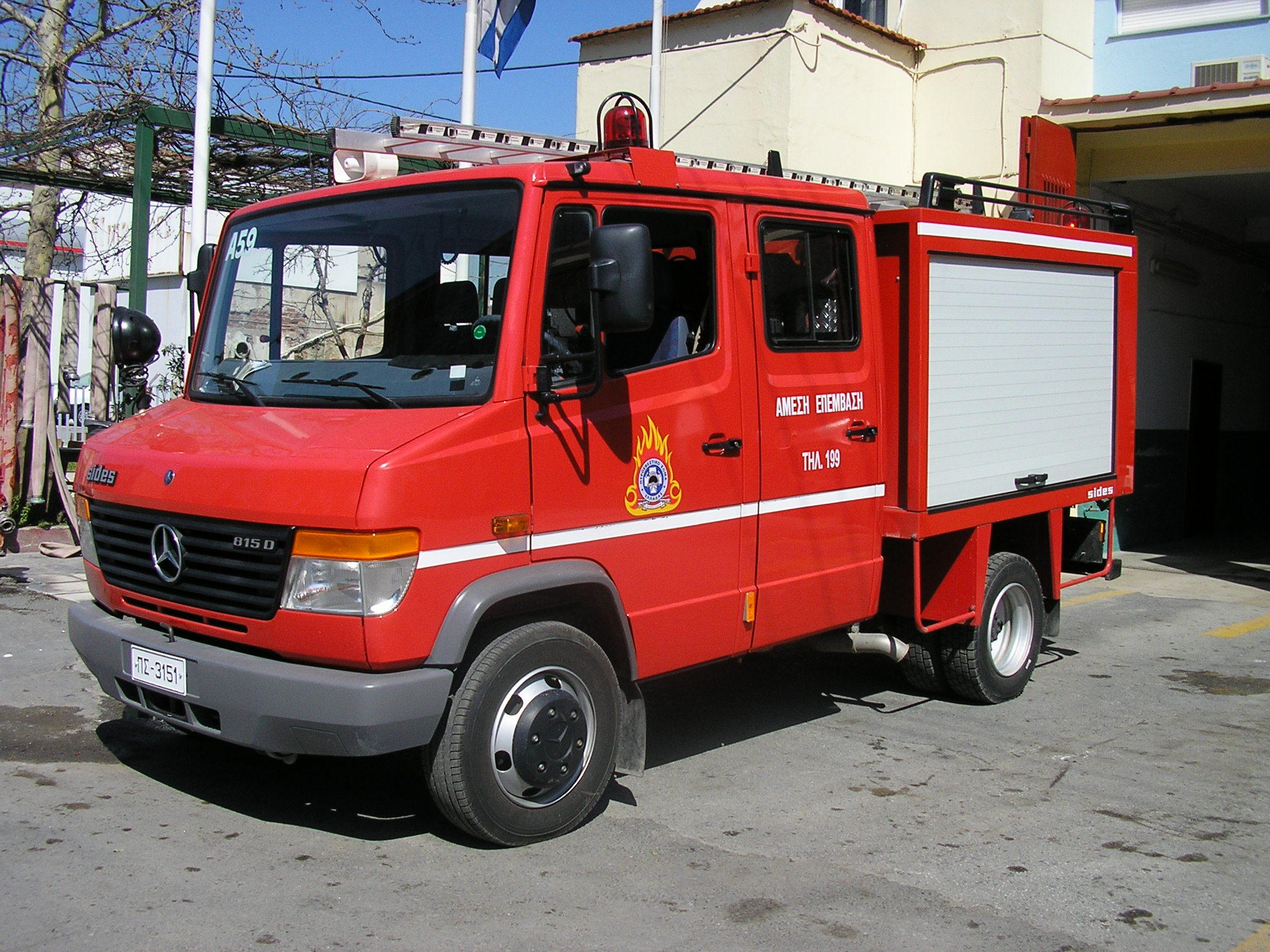
Camión de bomberos Mercedes-Benz Vario
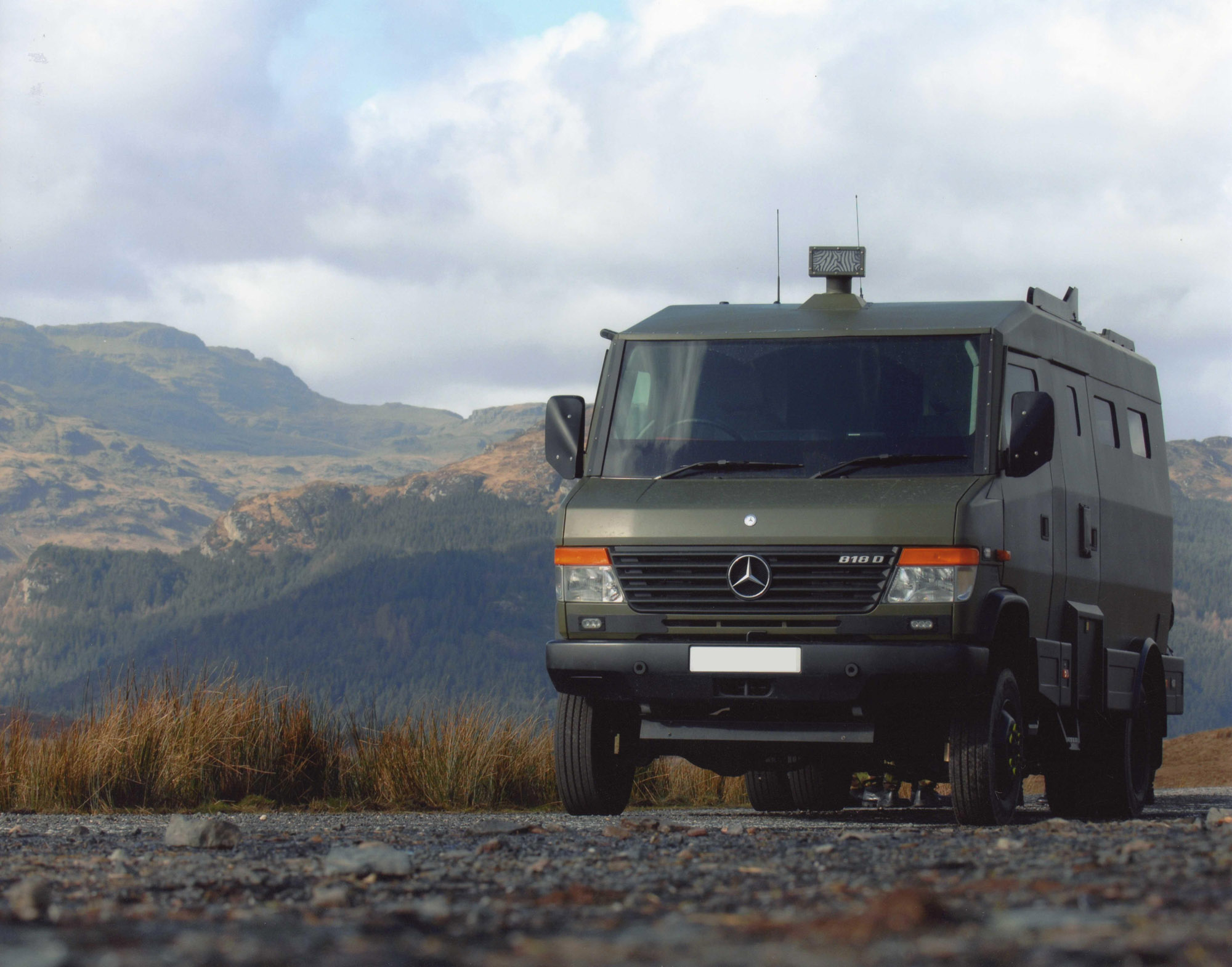
Camión blindado Mercedes-Benz Vario de policía

## Variante de Argentina
Para la Argentina, los primeros T2 son el L 608, fabricado desde 1969 hasta 1990. Desde 1989, los nuevos modelos son los siguientes:
- L 710[5]
- L 913[6]
- L 914[7]
- L 814 con la variante de la LO (chasis para minibús)[8]
- LO 915 (desde 2013 hasta fines de 2015)[9]

Todos ellos fabricados hasta 1996. En 2013 se retomó la fabricación de utilitarios livianos de eje trasero con ruedas duales, siendo el minibús LO 915 el elegido.
El T2 ha sido utilizado para cargas varias, pero también ha sido utilizado para caravanas, ya que tiene un motor potente de 3.7 litros y 85 CV (63 kW). Su motor era el OM 314, que utiliza el ciclo diésel de inyección directa, con árbol de levas lateral y válvulas en cabeza. Puede cargar hasta 3700 kg de carga útil y 6700 kg de peso bruto total (PBT).
El T2 se construyó hasta 1997 (actualmente es importado) en la Argentina como camión liviano L 710 equipado con grúas, furgón convencional, frigorífico o isotérmico, carrocería abierta tipo caja fija, para garrafas, bebidas, entre otros, y los LO 915 chasis para aplicaciones minibúsm de producción nacional a partir de 2013.

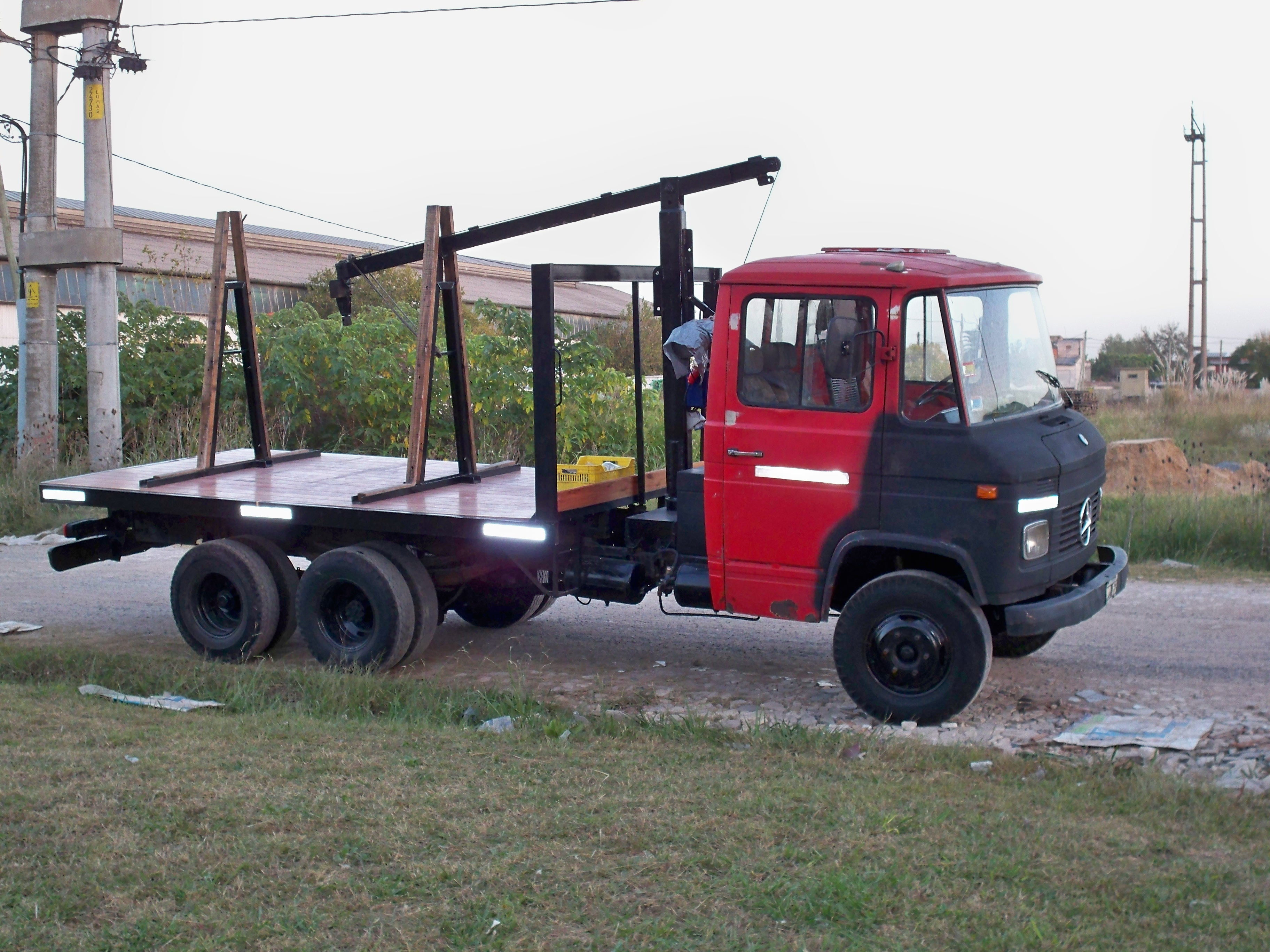
Mercedes Benz L 608 con doble eje trasero y balancín que carga mármol.